# Іван Галабов
Іван Галабов (болг. Иван Гълъбов; 28 травня 1918, Чирпан — 13 грудня 1978, Відень) — професор історії болгарської мови та слов'янського мовознавства.

## Біографія
Народився 28 травня 1918 в місті Чирпан. Вищу освіту здобув у Софійському університеті в 1941. Навчався також у Гейдельберзі та Берліні.
Директор Національного музею в Бургасі (1951-1957). Доцент (з 1963) та професор (з 1966) Великотирновського університету імені Св. Кирилла та Св. Мефодія. З 1970 — постійний професор Зальцбурзького університету. З 1971 по 1978 — завідувач відділом слов'янської філології в Зальцбурзькому університеті та директор Слов'янського семінару. З 1977 і до своєї смерті в 1978 був директором Болгарського дослідницького інституту у Відні.

## Основні праці
- Надписите към боянските стенописи = Die Inschriften an den Wandmalereien der Kirche in Bojana. София: БАН, 1963.
- Български етимологичен речник. Т. 1. София, БАН, 1971 (в съавторство)
- «Историческа диалектология и лингвистична география.» — Български език, 1973, № 6, 504—507.
- «Приносът на епиграфския материал за решаване на лингвистични проблеми». — Известия на Народния музей във Варна, 1976, № 12, 33–47. (Съдържа името на крепостта Холъвник, дава се етимология та и на други подобни имена.)
- Старобългарски език с увод в славянското езикознание. София, Наука и изкуство, 1980.
- Избрани трудове по езикознание. София, 1986.